# Gaylussacia reticulata
Gaylussacia reticulata är en ljungväxtart som beskrevs av Carl Friedrich Philipp von Martius och Meissn. Gaylussacia reticulata ingår i släktet Gaylussacia och familjen ljungväxter.

## Underarter
Arten delas in i följande underarter:
- G. r. macradenia
- G. r. salviifolia